# Paul Methuen (diplomat)

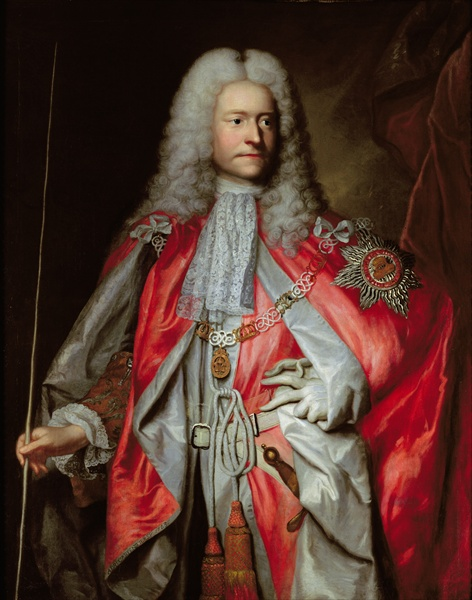
Sir Paul Methuen.

Paul Methuen, född omkring 1672, död den 11 april 1757, var en brittisk diplomat, son till John Methuen.
Methuen blev efter sin far 1697 envoyé och 1706 ambassadör i Lissabon. Han slöt den 16 maj 1703 det fördrag, varigenom Portugal anslöt sig till de mot Frankrike allierade makterna, och sedermera biträdde han sin far vid de förhandlingar, 
som ledde till det så kallade Methuenfördraget. Hemkommen 1708, var Methuen medlem av underhuset 1708–10 och 1713–47 samt innehade flera gånger ministerämbeten och hovcharger i whigministärer till 1730. Han erhöll 1725 Knightvärdighet.